# Brezje (Cerknica, Slovenija)
Brezje je naselje u slovenskoj Općini Cerknici. Brezje se nalazi u pokrajini Notranjskoj i statističkoj regiji Notranjsko-kraškoj. 

## Stanovništvo
Prema popisu stanovništva iz 2002. godine naselje je imalo 24 stanovnika.